# Nationalpark Djoudj
Der Djoudj-Nationalpark im Norden Senegals bildet das drittgrößte Vogelreservat der Welt. Er ist seit 1977 Ramsar-Schutzgebiet und seit 1981 Weltnaturerbe der UNESCO. Seit 2011 gehört er zum Weltkulturerbe.

## Geographische Lage
Der Vogelpark befindet sich ca. 60 km nordöstlich von Saint-Louis im Mündungsgebiet des Senegal. Seine Ausdehnung beträgt 160 km².

## Geschichte
Der Nationalpark wurde 2000 – auf Grund der Gefährdung durch Salvinia molesta, eine sich schnell ausbreitende lästige Art der Schwimmfarne – in die Liste der gefährdeten Weltnaturerbe aufgenommen. Im Jahr 2006 konnte Djoudj wieder von der Roten Liste der gefährdeten Welterben entfernt werden.

## Fauna
Zu den circa 400 Arten gesellen sich im Winter die Zugvögel Europas, die hier nach ihrer Durchquerung der Sahara auf die ersten Süßwasservorkommen stoßen. Postkartenreif sind sicherlich die 10.000 Pelikane, aber auch viele andere teilweise seltene Arten sind hier anzutreffen: Flamingos, Störche, Kormorane, Kronenkraniche, Fischadler usw.
Im Park gibt es auch eine Reihe anderer Tierarten, zum Beispiel Wasserschildkröten, Krokodile, Warzenschweine, Boas, Schakale, Gazellen.

### Seggenrohrsänger
Im Gebiet des Nationalparks liegt auch das Überwinterungsgebiet des vom Aussterben bedrohten Seggenrohrsängers, der unter anderem in Mitteleuropa brütet. Der Seggenrohrsänger zieht als Langstreckenzieher entlang der Nordsee- und Atlantikküste nach Westafrika. Genaue Erkenntnisse über Zugverlauf und die Überwinterungsgebiete fehlten bisher, erst 2007 wurde in Westafrika südlich der Sahara ein wichtiges Winterquartier entdeckt. Um die Überwinterungsgebiete des Seggenrohrsängers ausfindig zu machen, entnahmen Wissenschaftler des Aquatic Warbler Conservation Teams von in Europa beringten Seggenrohrsängern Federn und isolierten diese auf ihre Isotopenzusammensetzung. Anhand solcher Isotopenprofile lässt sich ungefähr feststellen, wo sich ein Vogel aufgehalten hat. Als mögliche Überwinterungsquartiere des Seggenrohrsängers konnte auf diese Weise eine Zone unmittelbar südlich der Sahara eingegrenzt werden. Unter Einbeziehung früherer Seggenrohrsängernachweise grenzte man das in Frage kommende Gebiet auf eine Region in direkter Nachbarschaft des Senegal ein. Schließlich konnten die Vögel in einem hundert Quadratkilometer großen Gebiet lokalisiert werden, das sich im Umkreis des Djoudj-Nationalparks im Norden Senegals liegt.

## Besucherverkehr
In den größeren Hotels in Saint-Louis werden Ausflüge in den Park angeboten. Die kürzeste Route aus der Stadt bis zu dem Besucherzentrum bei dem Dorf Diadiam 3 an der südlichen Grenze des Parks, wo auch das Touristenresort Hôtel du Djoudj liegt, führt überwiegend auf Staubpisten über die langgestreckte Insel Biffeche und misst 53,5 Kilometer. Eine andere, längere, führt auf der N 2 bis Ross Béthio, wo auch eine Piste du Djoudj abzweigt. Man kann den Park aber auch mit dem eigenen Fahrzeug erkunden. Die beste Zeit für einen Besuch ist im Januar und Februar, wenn die Zugvögel eingetroffen sind. Der Park hat von November bis April geöffnet.

## Einzelbelege
1. ↑  Ramsar Sites Information Service
2. ↑  WHC: Report of the Experts Mission to Djoudj National Bird Sanctuary, Senegal, 14-21 September 2000
3. ↑  WHC: Updates of the World Heritage List in Danger 2006 (Removed Properties)
4. ↑  Aquatic Warbler Website zur Entdeckung der Überwinterungsgebietes (Memento vom 5. Dezember 2008 im Internet Archive)
5. ↑  Dominic Couzens: Seltene Vögel – Überlebenskünstler, Evolutionsverlierer und Verschollene. Haupt Verlag, Bern 2011, ISBN 978-3-258-07629-4, S. 84.
6. ↑  Dominic Couzens: Seltene Vögel – Überlebenskünstler, Evolutionsverlierer und Verschollene. Haupt Verlag, Bern 2011, ISBN 978-3-258-07629-4, S. 85.
7. ↑  Piste du Djoudj auf Google maps

Koordinaten: 16° 23′ 0″ N, 16° 15′ 0″ W